# Young's Literal Translation

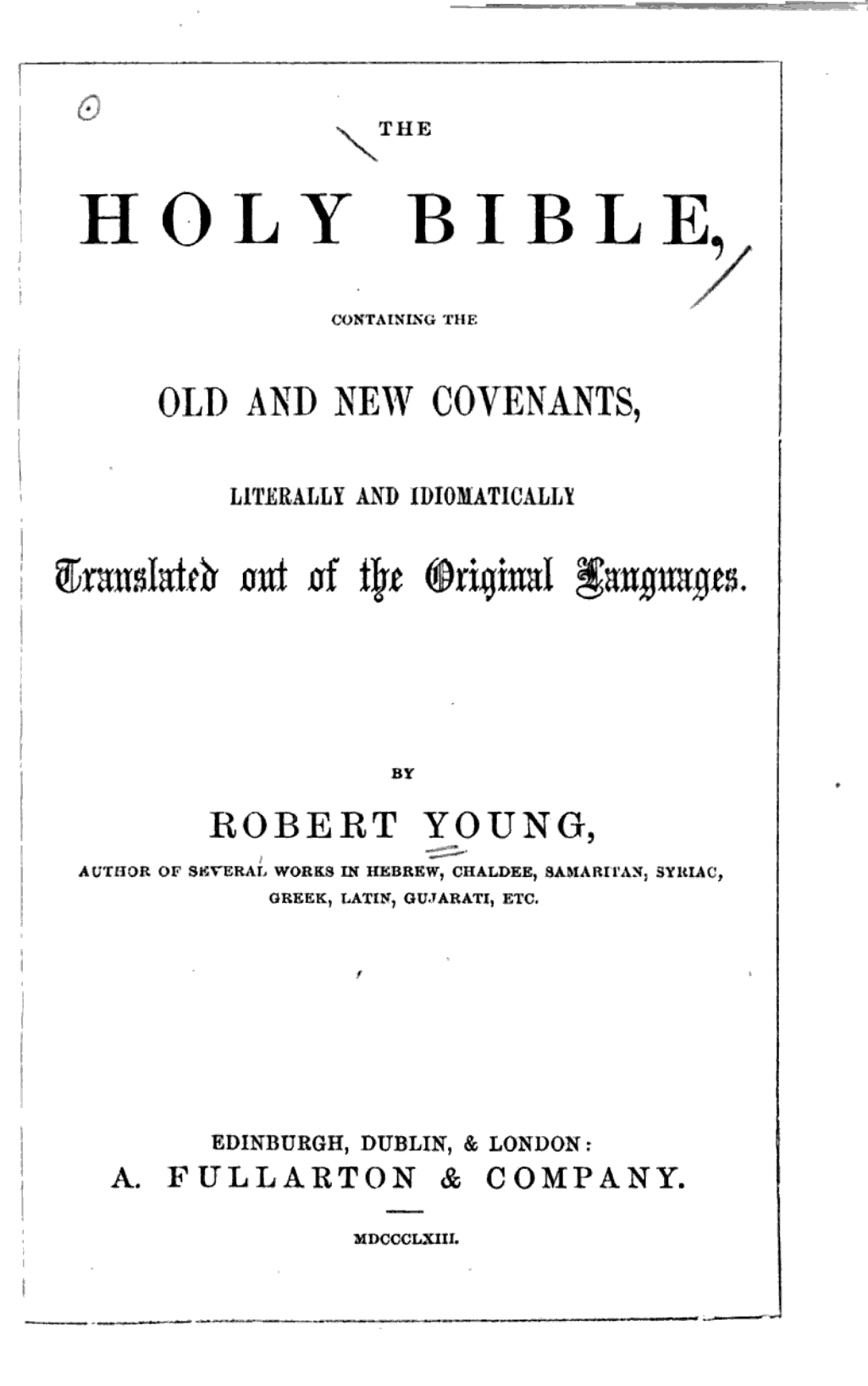
Young's Literal Translation - 1ère édition, 1863 - page de titre.

La traduction littérale de Young (en anglais Young's Litteral Translation, YLT) est, comme son nom l'indique, une tentative de traduction littérale de la Bible vers l'anglais à partir des textes originaux hébreux et grecs, publiée en 1862, et révisée en 1887 et 1898.
La traduction a été faite par le bibliste autodidacte écossais Robert Young (en) (1822–1888), auteur par ailleurs de l'Analyse de Young de la Concordance de la Bible et  des Observations critiques concises sur le Nouveau Testament. Robert Young précise dans sa préface : « Ce travail, dans sa forme actuelle, ne doit pas être considéré comme destiné à entrer en concurrence avec l'usage ordinaire de la version anglaise communément reçue des Saintes Écritures, mais simplement comme une interprétation strictement littérale et idiomatique des textes originaux hébreux et grecs. Pendant environ vingt ans - la moitié de sa vie - le traducteur a eu le désir d'exécuter un tel travail, et s'est engagé dans des études bibliques tendant à cette fin plus ou moins exclusivement ; et maintenant, enfin, dans la bonne providence de Dieu, ce désir a été accompli. »

## Textes sources
Robert Young a utilisé le Textus Receptus (TR) et le Texte massorétique (MT) comme textes sources. Il écrit dans la préface de la première édition : « Il n'y a pas de volonté du traducteur de tenter de former un nouveau texte grec ou hébraique - il a à cette fin scrupuleusement adhéré et collé au plus près des textes reçus préexistants. »
Dans sa version révisée de 1887, Young conserve le Textus Receptus comme source. Il écrit dans la préface de cette deuxième édition : « Le texte grec suivi est généralement reconnu comme le Textus Receptus non pas parce que ce texte est parfait, mais parce que le ministère de la traduction est distinct de celui de la critique textuelle, et que peu de gens sont qualifiés pour les deux exercices. Lorsque le texte original est modifiée par un traducteur (à charge pour lui de lui donner ses raisons pour chaque correction), le lecteur est laissé dans l'incertitude de savoir si la traduction donnée est considérée comme celle de l'ancienne ou de la nouvelle lecture. »
Une nouvelle édition révisée, entièrement basée sur le Textus Receptus, a été publiée en 1898, dix ans après la mort de Robert Young, survenue le 14 octobre 1888. Les notes des éditeurs de la troisième édition expliquent que « L'œuvre a été soumise à une nouvelle révision, sans faire de modification sur les principes sur lesquels la traduction se base, mais en s'efforçant de rendre le texte aussi parfait et précis que possible. »[réf. nécessaire]

## Philosophie de la traduction

### Temps des verbes
Comme le mentionne la préface de la deuxième édition, « si une traduction donne un présent lorsque l'original donne un passé, ou un passé à la place d'un présent; l'utilisation d'un parfait à la place du futur, ou un futur à la place d'un parfait, un un pour un la ou un le pour un un; un impératif pour un subjonctif, ou un subjonctif pour un impératif; un verbe pour un nom ou un nom pour un verbe, il est clair que le contenu de la Parole [de Dieu] est négligé, comme s'il n'avait pas d'existence. LA PAROLE DE DIEU EST RENDUE CADUQUE PAR LES TRADITIONS DES HOMMES. [en majuscules dans l'original] ».
Par conséquent, Young a utilisé le temps présent à beaucoup d'endroits où d'autres traductions utilisent le passé, particulièrement dans les récits. Par exemple, la version littérale de Young, la Genèse commence comme suit :
| 1  | Au commencement de la préparation par Dieu des cieux et de la terre - |
| 2  | la terre avait existé désertée et vide et les ténèbres sur la face de l'abîme, et l'Esprit de Dieu flottant sur la face des eaux, |
| 3  | et Dieu dit: 'que la lumière soit; et la lumière fut. |
| 4  | Et Dieu voit la lumière qui est bonne, et Dieu crée la séparation entre la lumière et les ténèbres, |
| 5  | et Dieu appelle la lumière Jour, et l'obscurité Nuit, ainsi il y a un soir, et il y a un matin — Premier Jour. |
| 6  | Et Dieu dit: "Faisons une étendue se distinguer au milieu des eaux, et que ce soit la séparation entre les eaux et les eaux.' |
| 7  | Et Dieu a fait de l'étendue, et il sépare entre les eaux sous l'étendue, et les eaux au-dessus de l'étendue, et il en est ainsi. |
| 8  | Et Dieu appelle à l'étendue des Cieux; et il y a un soir, et il y a un matin — Deuxième Jour. |
| 9  | Et Dieu dit : « que les eaux sous les Cieux se concentrent en un endroit et que les parties émergentes et sèches soient visibles » et il en est ainsi.                                                                                |
| 10 | Et Dieu appelle les parties sèches la Terre, « et l'ensemble des eaux il appelle cela Les Mers et il trouve cela bon ». |
| 11 | Et Dieu dit : « que la terre de rendement de l'herbe tendre, les graines à semer, des arbres fruitiers (dont les semences auto-engendrent l'arbre) en faisant des fruits chacun d'après son espèce, sur la terre » : il en est ainsi. |
| 12 | Et la terre produit l'herbe tendre, les semences et graines selon leur espèce, et des arbres qui donnent des fruits (qui contiennent l'arbre en eux-mêmes) chacun d'après son espèce; et Dieu trouve cela bon,                        |
| 13 | et il y a un soir, et il y a un matin — Troisième jour[3]. |

### Vocabulaire
Dans sa préface, Young affirme que « tous les efforts ont été faits pour assurer un degré d'uniformité dans la comparaison en rendant le sens de l'origine des mots et des phrases. Ainsi, par exemple, le verbe hébreu nathan, qui est traduit par les traducteurs de la King James de 67 façons différentes, est traduit par seulement 10 verbes différents », et il a la conviction qu'il est possible d'aller encore plus loin.

### Traduction du tétragramme
L'édition de 1898 de la traduction littérale de Young retranscrit le tétragramme hébreu (YHWH, nom divin) utilisé dans l'Ancien Testament comme Jéhovah, en lieu et place de la pratique traditionnelle qui était alors de représenter le tétragramme par le mot LORD (SEIGNEUR) écrit en majuscules de petite taille, un usage que Young avait conservé dans ses deux premières éditions.

## Évaluation

### Proximité de l'hébreu biblique
Parmi toutes les traductions de la Bible en anglais, celle de Young est celle qui reste la plus proche de l'hébreu biblique. Par exemple, la Revised Standard Version (ou RSV) de 1952, version modernisée de la King James, qui est basée sur la Biblia Hebraica Stuttgartensia, traite par exemple les versets 1–3 du livre de la Genèse de la façon suivante :
| 1 | In the beginning God created the heavens and the earth (Au commencement, Dieu créa les cieux et la terre). |
| 2 | The earth was without form and void, and darkness was upon the face of the deep; and the Spirit[b] of God was moving over the face of the waters (La terre était sans forme et vide, et les ténèbres étaient sur la face de l'abîme, et l'Esprit de Dieu planait sur la face des eaux). |
| 3 | And God said, Let there be light; and there was light (Et Dieu dit : « que la lumière soit » ; et la lumière fut)[5]. |
Les premiers mots de la Bible en hébreu Bereshith bara elohim sont traduits dans la RSV (Revised Standard Version) par « au commencement, Dieu créa... » Le terme hébreu bereshith suppose que la construction est en cours et non pas achevée. De même, l'ordre des mots wa ha-aretz hayetha (sujet-verbe) suppose une action en cours (traduction de Young : la terre a existé), alors que la traduction de la SRV et la terre fut exigerait que les mots soient dans un ordre différent (verbe-sujet) wa tehi ha-aretz. Le choix fait par Young d'utiliser le temps présent en anglais plutôt que le passé a été celui de beaucoup d'universitaires depuis l'époque médiévale. C'est par exemple le cas du rabbin Rachi (qui a conseillé : « Si vous êtes amenés à interpréter ce passage dans son sens entier, alors interprétez le ainsi : Au commencement de la création du ciel et de la terre, quand la terre était (ou était en création) informe et vide . . . Dieu dit : que la lumière soit) ». Par ailleurs, il n'y a pas d'indication dans le texte hébreu qui inciterait à une division de ces versets en trois phrases (en hébreu ancien, la ponctuation manquait, les divisions des phrases devaient donc être déduites).

### Inexactitudes
La traduction de Young n'est toutefois pas toujours parfaitement littérale. Par exemple, elle traduit la même expression grecque par on the first of the sabbaths (et lors du premier des sabbats) et par on the first of the week (et le premier [jour] de la semaine).

### Lisibilité
David Dewey, dans son mode d'emploi pour les traductions de la Bible A User's Guide to Bible Translations, mentionne à propos de la méthode de Young que « sa façon de traduire les temps de l'hébreu rend certains passages de l'Ancien Testament pratiquement illisibles ».